# Lado Senčar
Lado Senčar, slovenski smučarski tekač, * 17. maj 1908, Ljubljana, † 1998.
Senčar je za Jugoslavijo nastopil na Zimskih olimpijskih igrah 1936 v Garmisch-Partenkirchnu, kjer je sodeloval v teku na 50 km. Osvojil je 31. mesto.